# Spiesia dioritica
Spiesia dioritica là một loài thực vật có hoa trong họ Đậu. Loài này được (Schott ex Boiss.) Kuntze miêu tả khoa học đầu tiên năm 1891.